# Ciheulang
Ciheulang is een bestuurslaag in het regentschap Bandung van de provincie West-Java, Indonesië. Ciheulang telt 14.700 inwoners (volkstelling 2010).